# 프레디 융베리
칼 프레드리크 "프레디" 융베리(스웨덴어: Karl Fredrik "Freddie" Ljungberg, 1977년 4월 16일, 스웨덴 비트시외 ~ )는 스웨덴의 은퇴한 축구 선수, 현 축구 감독이다.
그의 주 포지션은 미드필더이며, 티에리 앙리, 데니스 베르흐캄프, 파트리크 비에이라, 로베르 피레스와 함께 아스널 FC의 전성기를 이끌었던 선수들 중 하나라는 평을 받고 있다.
시애틀 사운더스 FC로 이적한 이후에는 중앙 미드필더로 활동하기도 했다.

## 클럽 경력
아스널 FC에서 전성기를 보냈다.

## 국가대표팀 경력
UEFA 유로 2008을 끝으로 대표팀에서 은퇴하기 전까지 스웨덴 축구 국가대표팀의 주장을 맡기도 하였다.

## 수상 내역

### 팀
할름스타드
- 알스벤스칸: 1997
- 스웨덴컵: 1994-95

아스널
- 프리미어리그: 2001-02, 2003-04
- FA컵: 2001-02, 2002-03, 2004-05
- FA 커뮤니티 실드: 1999

시애틀
- US 오픈컵: 2009

### 개인
- 프리미어리그 올해의 선수: 2001-02
- 프리미어리그 이달의 선수: 2000년 4월
- 프리미어리그 10주년 베스트 XI: 1993/94 - 2002/03
- ESM 올해의 팀: 2001-02
- 굴드볼렌: 2002, 2006
- 스웨덴 올해의 미드필더: 1998, 2001, 2002, 2003, 2004, 2005
- MLS 베스트 XI: 2009
- MLS 이달의 선수: 2009년 10월
- 팬들이 뽑은 스웨덴 올해의 선수: 1998
- 2006년 FIFA 월드컵 맨 오브 더 매치 : vs. 파라과이 (조별리그)